# Dylan Robert
Dylan Robert (Marsella, 10 de marzo de 2000) es un actor francés. 

## Biografía
Nació a principios del año 2000 y creció en el barrio marsellés de Belle de Mai. De orígenes tunecinos e iraquíes, su padre desapareció pronto de su vida y creció con su madre y sus abuelos maternos él francés, ella de Sfax, Túnez. A los 7 años su familia cambia de barrio, cerca de la estación Saint-Charles, uno de los barrios más pobres de la ciudad. A los 13 años su hermano pequeño Djibril incendia por accidente el apartamento. Los servicios sociales trasladan a su madre a un hotel cerca de la estación y los tres hermanos, Dylan, su hermana Camélia y el pequeño Djibril encuentran refugio en casa de sus abuelos. Pronto muere su abuelo Émile. A los 14, en sexo de primaria, organiza su vida en la calle. A los 16 años y medio es detenido y condenado a cuatro meses de prisión por extorsión.
Mientras está encarcelado una educadora le cuenta el casting del director Jean-Bernard Marlin para la película Scheherazade. Según él, la película fue "una buena excusa ante el juez". Durante todo el rodaje, una educadora de la prisión lo acompaña. Robert realiza varias sesiones de terapia antes de filmar y aparecer en pantalla. A los 18 años, ganó el Premio César al Mejor Actor Revelación por Scheherazade.
Posteriormente ha protagonizado varios cortometrajes Lovers y Bonsoir Jeune Homme y la serie de Netflix Vampires.

## Casos judiciales
En el marco de la investigación sobre el robo de un restaurante en Marsella el 25 de octubre de 2018, fue detenido a finales de enero de 2020 en la estación de Marsella-Saint-Charles de Marsella y luego puesto en prisión preventiva en la prisión de Baumettes. Tras pasar por el centro penitenciario de Draguignan, Dylan Robert fue puesto en libertad en febrero de 2021 por un juez, que lo puso bajo vigilancia judicial a la espera de su juicio previsto para el año 2022.
Fue encarcelado el 5 de enero de 2022 tras reconocer dos robos violentos en Gardanne y Peypin en marzo y mayo de 2021, y condenado el 31 de enero de 2022 por el tribunal penal de Aix-en-Provence a treinta meses de prisión.

## Premios y nominaciones
- César 2019 : César al mejor actor revelación por Shéhérazade
- Premios Lumierés 2019 : nominación al premio Revelación masculina por Shéhérazade[5]

## Filmografía

### Cine
- 2018 : Scheherazade de Jean-Bernard Marlin : Zachary
- 2020 : Bonsoir jeune homme de François Darietto et Philippe Geoni (court-métrage)
- 2020 : Lovers d’Alexandre Brisa (court-métrage)
- 2020 : Battle Bordel d'Alexandre Laugier et Sabry Jarod : Dylan
- 2020 : ADN de Maiwenn : Kevin

### Televisión
- 2020 : Vampires de Benjamin Dupas (série tv) : Nacer

### Clips
- 2018 : Dalida de Soolking del álbum Fruit du démon
- 2019 : L'Odeur du charbon de Dosseh feat Maes, del álbum Summer Crack Vol. 4
- 2020 : Le Sang appelle le sang de Soso Maness